# Il telepatico
Il telepatico (The Whole Man), pubblicato in italiano anche come Sogna, superuomo! e Il telepate, è un romanzo di fantascienza del 1964 dello scrittore inglese John Brunner. È stato finalista del Premio Hugo nel 1965.
Il romanzo nasce come rielaborazione dei tre racconti precedenti City of the Tiger (1958), The Whole Man (1959) e Curative Telepath (1959), che nel volume sono riorganizzati nei tre libri Molem, Agitat e Mens, titoli che riprendono una citazione dell'Eneide (Mens agitat molem) inserita in premessa.

## Trama
Il romanzo si svolge in un futuro prossimo, non molto diverso dal nostro tempo; l'elemento più rilevante è la comparsa di persone con capacità telepatiche, la cui esistenza è stata resa pubblica ma minimizzata della autorità, che le impiegano principalmente per la risoluzione di crisi politiche regionali.

### Libro primo (Molem)
Il protagonista, Gerald Howson, è un ragazzo nato con gravi deformità fisiche, emofiliaco, figlio di un terrorista morto prima della sua nascita durante un'insurrezione da lui stesso fomentata. Il ragazzo cresce accudito con indifferenza dalla madre, una donna pigra ed egoista, fino all'età di diciassette anni quando la sua morte lo lascia solo, a cavarsela con lavoretti saltuari, tentando di passare il più possibile inosservato.
Gerald scopre in modo casuale di avere capacità telepatiche, "ascoltando" la conversazione fra due malviventi. Tenta di sfruttare questa informazione per ricavarne vantaggi personali, ma presto attira l'attenzione della polizia, per cui è costretto a nascondersi rifugiandosi in un magazzino in demolizione. Qui trova una giovane ragazza sordomuta con cui riesce a mettersi in contatto grazie alla telepatia. I due cominciano a vivere assieme, le loro giornate rallegrate dalle fantasie telepatiche messe assieme da Howson, che miscela i film visti in trame avventurose in cui lui e la ragazza ricoprono il ruolo di protagonisti.
Ma queste narrazioni mentali vengono percepite da altri telepati, che si adoperano per rintracciarlo; il tutto sfocia infine in uno scontro telepatico, ed infine nell'accettazione della comunità cui verrà a far parte. Scopriamo così il rischio che hanno corso Howard e la sua compagna: le fantasie mentali dei telepati coinvolgono in modo così totale chi ne fa parte, il cosiddetto gruppo catapatico, da fargli dimenticare la realtà e portarli alla morte per inedia.

### Libro secondo (Agitat)
Howson è ospite dal centro terapeutico dell'OMS a Ulan Bator. Viene trattato con compassione ed interesse per le sue enormi capacità telepatiche, ma contemporaneamente le sue gravi deformità lo tengono lontano dalle persone che lo circondano. Inoltre, l'isolamento in cui è vissuto durante tutta la vita gli impediscono di affidarsi completamente ai suoi terapeuti, e ciò limita le sue possibilità di addestramento.
Nella stessa struttura è ospite la più grande telepate del mondo, Ilse Kronstadt, allo stadio terminale a causa di un tumore al cervello, inoperabile senza lederle l'organo preposto alle funzioni telepatiche. Ilse si occupa ormai solo saltuariamente del recupero dei telepati irreparabilmente persi in un gruppo catapatico, penetrando nelle loro fantasie e alterandole in modo da renderle insopportabili. In tal modo la fantasia viene spezzata, riportando alla realtà il telepate e le persone che condividono il suo sogno lucido.
Ilse si occupa del caso di un telepate di enorme potenza, Pericles Phranakis, assegnato alla soluzione di una crisi in Sudafrica, che di fronte al sanguinoso fallimento della sua missione preferisce ritirarsi in un modo personale. Ilse studia i particolari della fantasia di Pericles ed vi entra infine sotto lo sguardo telepatico della sua squadra e di Howson, che sbircia dalla sua stanza senza essere notato.
Quando le ridotte forze di Ilse la lasciano in balìa della mente di Pericles ed ella corre il rischio di entrare a far parte di quella stessa fantasia, il suo ultimo pensiero corre ai fallimenti della sua vita ed a quel bimbo deforme che aveva visto appena nato durante uno dei suoi interventi sul campo. Howson riconosce sé stesso in quel bimbo e decide d'impulso di intervenire, salvando così Ilse e Pericles ed accettando di rompere il proprio isolamento. Nei suoi ultimi giorni, Ilse si dedicherà all'addestramento di Gerald.

### Libro terzo (Mens)
Gerald è ormai il più grande telepate curativo del mondo. Ma il rapporto irrisolto con le sue deformità fisiche e la telepatia scoppia quando si occupa del caso di Hugh Choong, un telepate perfettamente integrato che decide di formare volontariamente un gruppo catapatico per puro divertimento, ben sapendo che sarà salvato. Howson riesce a spezzare la fantasia di Choong, ma solo dopo essere arrivato molto vicino alla disfatta, e per questo evento rimette in discussione il suo ruolo e il suo scopo nella vita.
Decide quindi di prendersi una vacanza e torna nella sua città natale, dove incontra Mary Hall, la ragazza sordomuta che aveva condiviso le sue fantasie anni prima. Lei ha subito un'operazione che le ha restituito l'udito e la parola, si è sposata ed ha figli, ma rimpiange ancora quei sogni eroici che la vedevano protagonista. L'incontro li lascia entrambi delusi ed amareggiati per ciò che sono e che vorrebbero essere: lei la principessa delle fantasie, lui un uomo vero e non una "marionetta sfasciata", senza possibilità di alleviare la vita di lei.
Si associa ad un gruppo di studenti chiassosi che si stanno preparando a una festa; fra loro Rudi Allef, un compositore che ha una forma di sinestesia e che sta cercando di tradurre senza successo le sue sensazioni multiple legate ai suoni in una forma d'arte. Durante la festa, cui Howson partecipa con entusiasmo, Rudi tenta il suicidio con la tecnica del seppuku. Usando le sue capacità telepatiche e con l'aiuto di Clara, una giovane telepate latente, Howson riesce a tamponare le gravi ferite fino all'arrivo dei soccorsi ed a salvare la vita a Rudi.
Nei giorni successivi Gerald indaga sulle ragioni del gesto di Rudi, e scopre alla base l'insoddisfazione per i risultati ottenuti dai vari tentativi di trasmettere agli altri le sue percezioni sinestesiche. Howson, con le sue capacità telepatiche, è il suo primo vero spettatore. Grazie al suo aiuto, gli amici di Rudi riescono a meglio comprendere le sue intenzioni ed iniziano le sperimentazioni di uno strumento in grado di emettere suoni e contemporaneamente comporre immagini e colori. Prima che il giovane esca dall'ospedale, riescono a fare una dimostrazione del nuovo strumento, usato da Clara che "legge" le composizioni mentali di Rudi e le traduce sullo strumento.
Ritrovano Gerald dopo qualche tempo, rientrato nel proprio ruolo, che ha trovato il modo di esprimere la propria creatività con esecuzioni in pubblico nelle quali proietta le proprie fantasie su una folla di migliaia di persone. A vederlo c'è anche Rudi, ormai guarito nel corpo e nello spirito, che si prepara alla prima presentazione delle sue composizioni sinestesiche. Rudi parlando con i medici di Howson ha trovato una possibile soluzione alle sue deformità, mediante una forma di trapianto dell'immagine corporea seguita da una serie di interventi. Il trattamento sarà doloroso e lungo per entrambi, senza certezza di successo, ma non importa: dal momento che l'offerta è stata fatta Gerald è diventato un uomo completo.

## Temi
Il romanzo viene comunemente considerato il punto di svolta di Brunner, dalla fantascienza incentrata sull'azione a quella tematica e complessa esemplificata da questo e dal successivo Tutti a Zanzibar. Ed in effetti l'esplorazione delle dinamiche interiori del protagonista è il tema principale del romanzo, molto più che le sue peripezie.
Brunner stesso spiega in un articolo del 1972 che il racconto City of the Tiger doveva essere il primo di una serie di sword and sorcery ambientata nella mente di un telepate deforme, che così evadeva dalla sua misera realtà. L'interesse dello scrittore migrò poi dalle storie fantastiche al personaggio che le immaginava, fino a farlo diventare il centro della narrazione.
Il tutto si svolge in un contesto di grigia ed estrema mediocrità, in particolare nella parte che narra l'infanzia di Gerald, vissuta fra cinema periferici e piccole delinquenze. Anche l'ambiente degli studenti, che pure viene presentato come fervente di idee, scema nella frustrazione di quegli stessi impulsi fino a culminare nel suicidio. La dipendenza dei personaggi ed il loro isolamento sono preponderanti, e solo in parte giustificati nel caso di Gerald dalla deformità che lo rende diverso, non meno della sua telepatia.
- Il tema della telepatia è un classico della fantascienza, come pure la sua relazione con una specifica parte del cervello, in questo caso un ipotetico organo di Funck; qui la telepatia implica la sola trasmissione del pensiero e non è associata ad altre capacità extrasensoriali. L'uso di telepati come guida terapeutica durante gli interventi è già presente in Slan.
- L'associazione fra deformità fisica e poteri mentali è presente altrove, come nell'esempio del Mulo del Ciclo delle Fondazioni; anche in quel caso si tratterà di una coincidenza e non di un'associazione permanente, come è invece per la razza dei Firvulag dell'Esilio nel Pleistocene.
- Un elemento originale è l'invenzione dei gruppi catapatici, versione condivisa fra più soggetti delle comuni fantasie ad occhi aperti. Brunner dà una dettagliata spiegazione dei meccanismi che governano i gruppi catapatici, in cui il telepate detta le regole del gioco e gli altri soggetti (le personalità speculari) svolgono un ruolo gregario, ma forniscono spessore ai personaggi che interpretano nella fantasia, che altrimenti si confonderebbero nella folla prodotta invece dallo stesso telepate. Non c'è qui la confusione cognitiva fra mondo reale ed immaginario, ma una netta predilezione per l'uno ai danni dell'altro.

## Edizioni
- John Brunner, The Whole Man, Ballantine Books, 1964,  p. 188.
- John Brunner, Sogna, superuomo!, traduzione di Ugo Malaguti, collana Galassia n° 95, Casa Editrice La Tribuna, 1968.
- John Brunner, Il telepatico, traduzione di Ugo Malaguti, Riccardo Valla, collana Cosmo Oro n° 32, Editrice Nord, 1978,  p. 236, ISBN 88-429-0329-9.
- John Brunner, Il telepatico, traduzione di Ugo Malaguti, Riccardo Valla, collana Tascabili Fantascienza n° 15, Editrice Nord, 1992,  p. 236, ISBN 88-429-0694-8.
- John Brunner, Il telepate, collana Urania Collezione n° 169,  gennaio 2017, Mondadori, 1992,  p. 236.